# Wspominając Boże słowa
Wspominając Boże słowa (inc.) – średniowieczna pieśń pasyjna w języku polskim, nieznanego autorstwa.
Najstarszy znany przekaz pieśni zachował się w drukowanym zbiorze pt. Pieśni postne starożytne z początku XVII w. Bolesław Ulanowski dowiódł  średniowiecznego rodowodu tekstu dzięki notatce odnalezionej w aktach kościelnych, zgodnie z którą w 1525 roku w kościele w Dankowie raz w tygodniu podczas podniesienia intonowano pieśni: Ave sanctissima oraz De septem verbis Domini in idiomate Polonico „Wspomynaycz Boze slowa etc.”.
Zbiór Pieśni postne starożytne przechowywany jest obecnie w Bibliotece Kórnickiej, sygn. 12.377, zaś tekst polskiej pieśni znajduje się na kartach C1 v – C2 v.